# Dal Pozzo della Cisterna

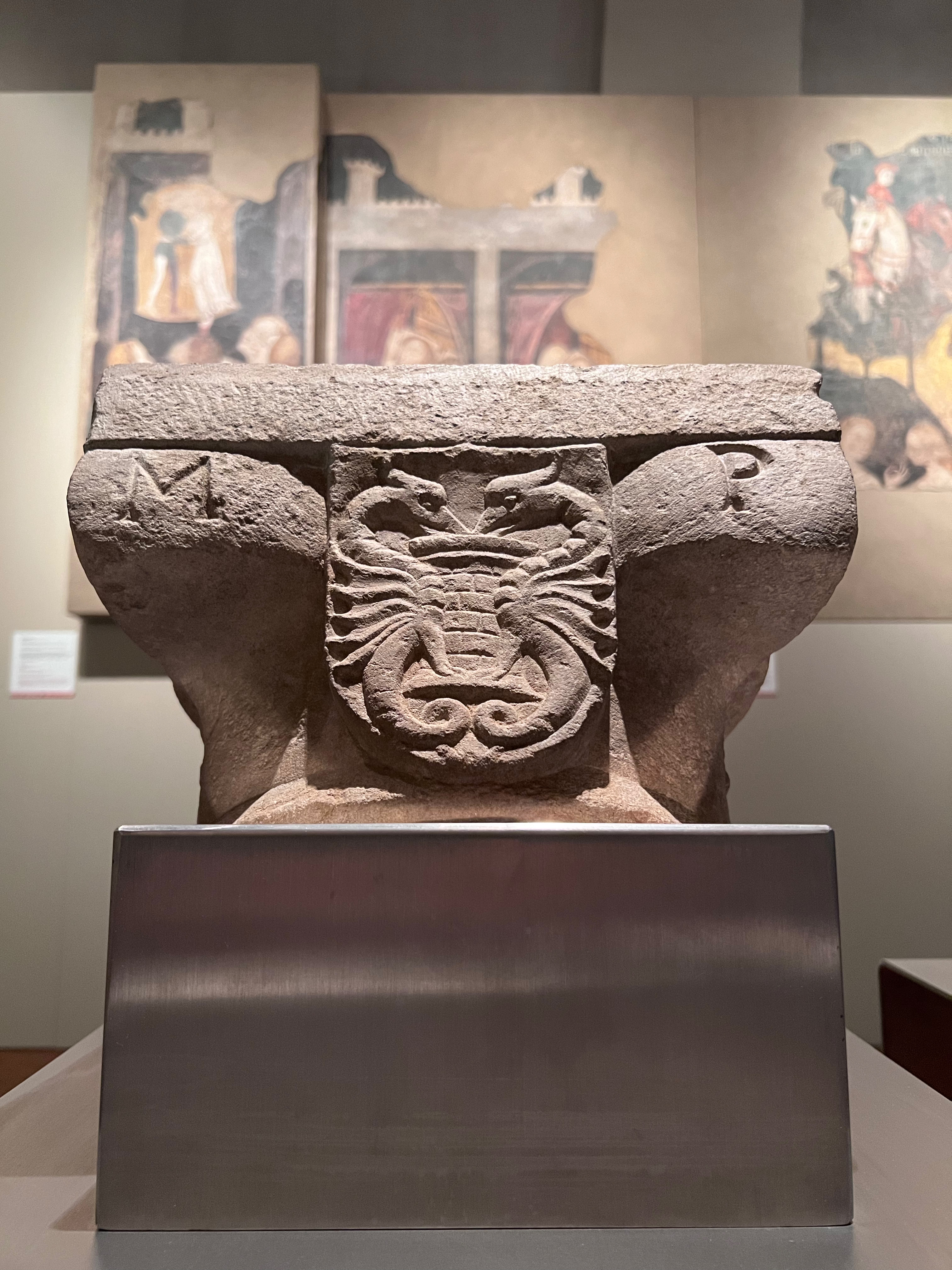
Stemma di Casa dal Pozzo su di un capitello del chiostro della chiesa di Santa Maria del Carmine di Alessandria

I Dal Pozzo, poi Dal Pozzo della Cisterna, furono una famiglia della nobiltà piemontese originatasi nel XV secolo da Giacomo Dal Pozzo.
Maria Vittoria dal Pozzo della Cisterna, esponente di questa aristocratica casata, fu Regina di Spagna come moglie di Amedeo I di Spagna e, in seguito alla caduta della monarchia sabauda in Spagna, Duchessa d'Aosta. Per questo è la progenitrice di tutti i Savoia-Aosta, ramo ancora fiorente di Casa Savoia.

## Storia

### Origini
La famiglia dei Dal Pozzo della Cisterna ha origini antichissime e fiorì in terra di Piemonte, a Biella. Nel corso dei secoli si distinsero per il loro incondizionato amore per l'arte di cui furono mecenati e collezionisti con oggetti italiani e stranieri, raccolti ancora oggi in gran parte a Palazzo dal Pozzo di Alessandria.

### Ascesa
Possedettero una residenza di campagna a Saffarona, alle porte di Torino, oltre al Palazzo Cisterna di Torino, dove il prelato Cassiano dal Pozzo trovò posto, tra gli altri, a capolavori di Raffaello, del Guercino, di Pietro da Cortona, di Bernardino Lanino, di Guido Reni, del Caravaggio, di Nicolas Poussin.

### XVI e XVII secolo
Alla fine del Cinquecento, Carlo Antonio fu arcivescovo di Pisa, primate di Corsica e Sardegna.
Della famiglia, Giacomo Maurizio (1643-1696) fu governatore di Biella e cavaliere dell'Ordine Supremo della Santissima Annunziata, e riuscì ad ottenere con un breve pontificio di Clemente X datato 11 ottobre 1670 il titolo di principe di Cisterna e Belriguardo per sé e per la propria famiglia, la quale divenne così una delle pochissime del regno sabaudo non appartenenti alla casata reale a poterlo vantare.

### XIX secolo
Carlo Emanuele (1789-1864), ultimo in linea maschile della casata, fu uno degli intellettuali e dei politici di punta del Piemonte della sua epoca, nonché acceso sostenitore della monarchia costituzionale e per questo esiliato dai territori dei Savoia in quanto considerato cospiratore.
Per ironia della sorte, sua figlia Maria Vittoria finì per sposare Amedeo di Savoia-Aosta, figlio di re Vittorio Emanuele II, ed in seguito al suo fianco divenne regina di Spagna. Con la morte di quest'ultima si estinse la casata dei Dal Pozzo della Cisterna, e gli eredi iniziarono la dispersione del vasto patrimonio d'opere della famiglia.

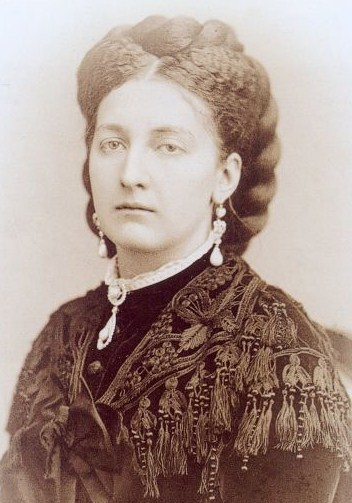
Maria Vittoria dal Pozzo della Cisterna, regina di Spagna, duchessa d'Aosta
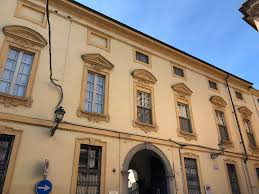
La facciata del Palazzo dal Pozzo ad Alessandria
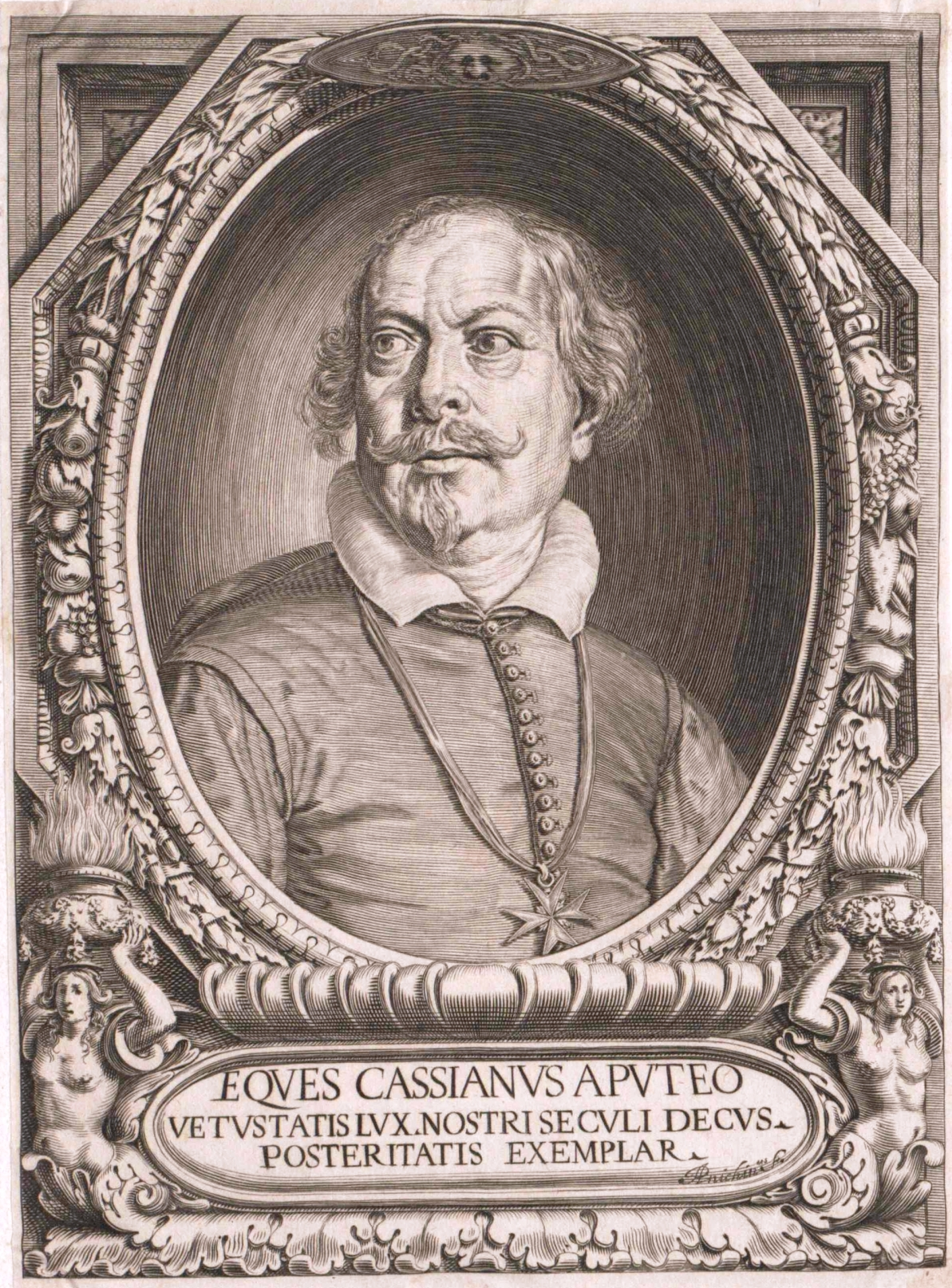
Cassiano dal Pozzo
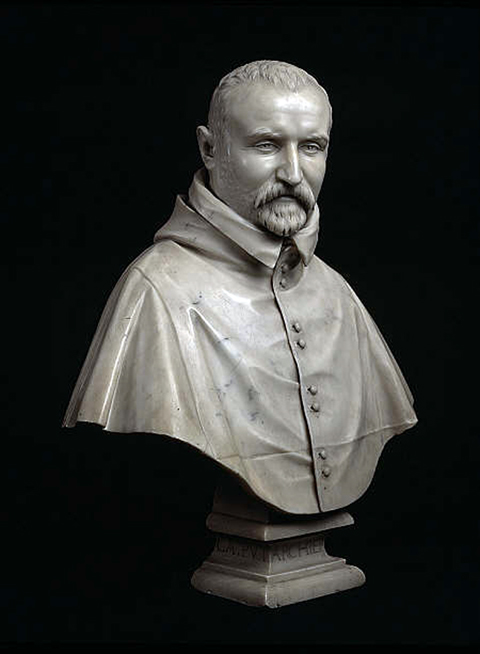
Busto di Carlo Antonio Dal Pozzo di Gian Lorenzo Bernini
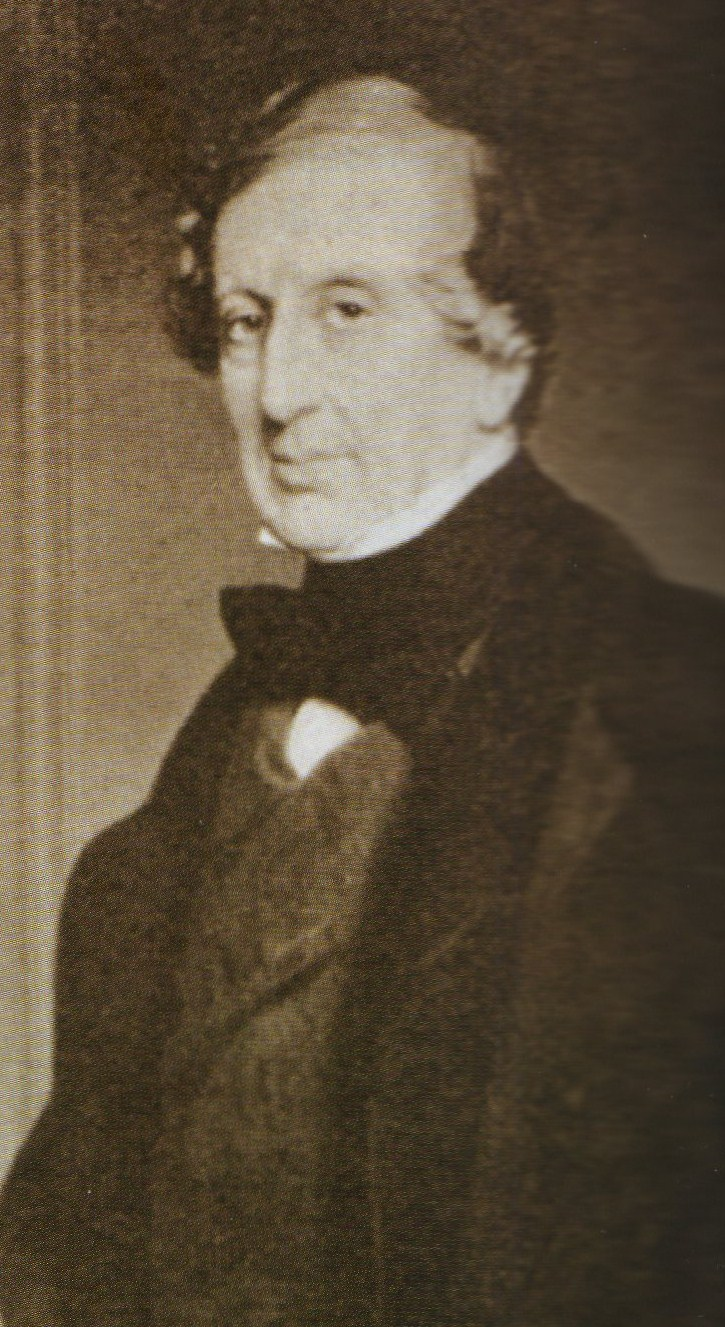
Carlo Emanuele dal Pozzo della Cisterna

## Albero genealogico della famiglia Dal Pozzo della Cisterna
Sono riportati i membri titolati della famiglia.
|                                                                  | | |                                                                                               |                                                                                 |                                                                                 | | | | | | | | | |                                                                                              |                                                                                              |                                                                                             |                                                                                             |                                                                                     |                                                                                     |                                                                                           |                                                                                           |                                                                         |                                                                                           |                                                                                           |                                             |                                             |                                                                                         |                                                                                         |                                                                                       |                                                                       |                                                                       |                                                                       |                                                                       |                                                              |                      |                                                                         |                                                                                |                                                                                |                                                          |
|                                                                  | | |                                                                                               |                                                                                 |                                                                                 | | | | | | | | | |                                                                                              |                                                                                              |                                                                                             |                                                                                             |                                                                                     |                                                                                     |                                                                                           |                                                                                           |                                                                         |                                                                                           |                                                                                           |                                             |                                             |                                                                                         |                                                                                         |                                                                                       |                                                                       |                                                                       | Giacomo *? †1454 ?                                                    |                                                                       |                                                              |                      |                                                                         |                                                                                |                                                                                |                                                          |
|                                                                  | | |                                                                                               |                                                                                 |                                                                                 | | | | | | | | | |                                                                                              |                                                                                              |                                                                                             |                                                                                             |                                                                                     |                                                                                     |                                                                                           |                                                                                           |                                                                         |                                                                                           |                                                                                           |                                             |                                             |                                                                                         |                                                                                         |                                                                                       |                                                                       |                                                                       |                                                                       |                                                                       |                                                              |                      |                                                                         |                                                                                |                                                                                |                                                          |
|                                                                  | | |                                                                                               |                                                                                 |                                                                                 | | | | | | | | | |                                                                                              |                                                                                              |                                                                                             |                                                                                             |                                                                                     |                                                                                     |                                                                                           |                                                                                           |                                                                         |                                                                                           |                                                                                           |                                             |                                             |                                                                                         |                                                                                         |                                                                                       |                                                                       |                                                                       |                                                                       |                                                                       |                                                              |                      |                                                                         |                                                                                |                                                                                |                                                          |
|                                                                  | | |                                                                                               |                                                                                 |                                                                                 | | | | | | | | | |                                                                                              |                                                                                              |                                                                                             |                                                                                             |                                                                                     |                                                                                     |                                                                                           |                                                                                           |                                                                         |                                                                                           |                                                                                           |                                             |                                             |                                                                                         |                                                                                         |                                                                                       |                                                                       |                                                                       | Francesco *? †1465 ?                                                  |                                                                       |                                                              |                      |                                                                         |                                                                                |                                                                                |                                                          |
|                                                                  | | |                                                                                               |                                                                                 |                                                                                 | | | | | | | | | |                                                                                              |                                                                                              |                                                                                             |                                                                                             |                                                                                     |                                                                                     |                                                                                           |                                                                                           |                                                                         |                                                                                           |                                                                                           |                                             |                                             |                                                                                         |                                                                                         |                                                                                       |                                                                       |                                                                       |                                                                       |                                                                       |                                                              |                      |                                                                         |                                                                                |                                                                                |                                                          |
|                                                                  | | |                                                                                               |                                                                                 |                                                                                 | | | | | | | | | |                                                                                              |                                                                                              |                                                                                             |                                                                                             |                                                                                     |                                                                                     |                                                                                           |                                                                                           |                                                                         |                                                                                           |                                                                                           |                                             |                                             |                                                                                         |                                                                                         |                                                                                       |                                                                       |                                                                       |                                                                       |                                                                       |                                                              |                      |                                                                         |                                                                                |                                                                                |                                                          |
|                                                                  | | |                                                                                               |                                                                                 |                                                                                 | | | | | | | | | |                                                                                              |                                                                                              |                                                                                             |                                                                                             |                                                                                     |                                                                                     |                                                                                           |                                                                                           |                                                                         |                                                                                           |                                                                                           |                                             |                                             |                                                                                         |                                                                                         |                                                                                       |                                                                       |                                                                       | Simone *? †1479 ?                                                     |                                                                       |                                                              |                      |                                                                         |                                                                                |                                                                                |                                                          |
|                                                                  | | |                                                                                               |                                                                                 |                                                                                 | | | | | | | | | |                                                                                              |                                                                                              |                                                                                             |                                                                                             |                                                                                     |                                                                                     |                                                                                           |                                                                                           |                                                                         |                                                                                           |                                                                                           |                                             |                                             |                                                                                         |                                                                                         |                                                                                       |                                                                       |                                                                       |                                                                       |                                                                       |                                                              |                      |                                                                         |                                                                                |                                                                                |                                                          |
|                                                                  | | |                                                                                               |                                                                                 |                                                                                 | | | | | | | | | |                                                                                              |                                                                                              |                                                                                             |                                                                                             |                                                                                     |                                                                                     |                                                                                           |                                                                                           |                                                                         |                                                                                           |                                                                                           |                                             |                                             |                                                                                         |                                                                                         |                                                                                       |                                                                       |                                                                       |                                                                       |                                                                       |                                                              |                      |                                                                         |                                                                                |                                                                                |                                                          |
|                                                                  | | |                                                                                               |                                                                                 |                                                                                 | | | | | | | | | |                                                                                              |                                                                                              |                                                                                             |                                                                                             |                                                                                     |                                                                                     |                                                                                           |                                                                                           |                                                                         |                                                                                           |                                                                                           |                                             |                                             |                                                                                         |                                                                                         |                                                                                       |                                                                       |                                                                       | Antonio *? †1532 Margherita della Torre                               |                                                                       |                                                              |                      |                                                                         |                                                                                |                                                                                |                                                          |
|                                                                  | | |                                                                                               |                                                                                 |                                                                                 | | | | | | | | | |                                                                                              |                                                                                              |                                                                                             |                                                                                             |                                                                                     |                                                                                     |                                                                                           |                                                                                           |                                                                         |                                                                                           |                                                                                           |                                             |                                             |                                                                                         |                                                                                         |                                                                                       |                                                                       |                                                                       |                                                                       |                                                                       |                                                              |                      |                                                                         |                                                                                |                                                                                |                                                          |
|                                                                  | | |                                                                                               |                                                                                 |                                                                                 | | | | | | | | | |                                                                                              |                                                                                              |                                                                                             |                                                                                             |                                                                                     |                                                                                     |                                                                                           |                                                                                           |                                                                         |                                                                                           |                                                                                           |                                             |                                             |                                                                                         |                                                                                         |                                                                                       |                                                                       |                                                                       |                                                                       |                                                                       |                                                              |                      |                                                                         |                                                                                |                                                                                |                                                          |
|                                                                  | | |                                                                                               |                                                                                 |                                                                                 | | | | | | | | | |                                                                                              |                                                                                              |                                                                                             |                                                                                             |                                                                                     |                                                                                     |                                                                                           |                                                                                           |                                                                         |                                                                                           |                                                                                           |                                             |                                             | Francesco, I conte di Ponderano *? †1564 1.Amedea Scaglia 2.Caterina Vassallo           | Francesco, I conte di Ponderano *? †1564 1.Amedea Scaglia 2.Caterina Vassallo           |                                                                                       |                                                                       |                                                                       |                                                                       |                                                                       |                                                              |                      |                                                                         | Cassiano *1498 †1578 1.Anna Scaglia 2.Pentesilea Frichignono LINEA DI CASSIANO | Cassiano *1498 †1578 1.Anna Scaglia 2.Pentesilea Frichignono LINEA DI CASSIANO |                                                          |
|                                                                  | | |                                                                                               |                                                                                 |                                                                                 | | | | | | | | | |                                                                                              |                                                                                              |                                                                                             |                                                                                             |                                                                                     |                                                                                     |                                                                                           |                                                                                           |                                                                         |                                                                                           |                                                                                           |                                             |                                             |                                                                                         |                                                                                         |                                                                                       |                                                                       |                                                                       |                                                                       |                                                                       |                                                              |                      |                                                                         |                                                                                |                                                                                |                                                          |
|                                                                  | | |                                                                                               |                                                                                 |                                                                                 | | | | | | | | | |                                                                                              |                                                                                              |                                                                                             |                                                                                             |                                                                                     |                                                                                     |                                                                                           |                                                                                           |                                                                         |                                                                                           |                                                                                           |                                             |                                             |                                                                                         |                                                                                         |                                                                                       |                                                                       |                                                                       |                                                                       |                                                                       |                                                              |                      |                                                                         |                                                                                |                                                                                |                                                          |
|                                                                  | | |                                                                                               |                                                                                 |                                                                                 | | | | | | | | | |                                                                                              |                                                                                              |                                                                                             |                                                                                             |                                                                                     |                                                                                     |                                                                                           | 1.Giovanni Ludovico, II conte di Ponderano *? †1582 Lucrezia Valperga                     | 1.Giovanni Ludovico, II conte di Ponderano *? †1582 Lucrezia Valperga   | 1.Antonio Pompeo *1532 †1545                                                              | 1.Antonio Pompeo *1532 †1545                                                              | 1.Giacomo Ottaviano *1535 †1559 senza eredi | 1.Giacomo Ottaviano *1535 †1559 senza eredi | 1.Fabrizio, consignore di Castellengo *1540 †1582 1.Caterina Taparelli 2.Maria Valperga | 1.Fabrizio, consignore di Castellengo *1540 †1582 1.Caterina Taparelli 2.Maria Valperga | 1. Carlo Antonio *1547 †1607 arcivescovo di Pisa                                      | 1. Carlo Antonio *1547 †1607 arcivescovo di Pisa                      | 1.Giulia *? †? Giacomo Gromo, consignore di Ternengo                  | 1.Giulia *? †? Giacomo Gromo, consignore di Ternengo                  | *.Agostino Luchino *? †? prevosto di Santo Stefano di Biella          | *.Agostino Luchino *? †? prevosto di Santo Stefano di Biella |                      |                                                                         | Antonio *1567 †1619 ?                                                          | Antonio *1567 †1619 ?                                                          |                                                          |
|                                                                  | | |                                                                                               |                                                                                 |                                                                                 | | | | | | | | | |                                                                                              |                                                                                              |                                                                                             |                                                                                             |                                                                                     |                                                                                     |                                                                                           |                                                                                           |                                                                         |                                                                                           |                                                                                           |                                             |                                             |                                                                                         |                                                                                         |                                                                                       |                                                                       |                                                                       |                                                                       |                                                                       |                                                              |                      |                                                                         |                                                                                |                                                                                |                                                          |
|                                                                  | | |                                                                                               |                                                                                 |                                                                                 | | | | | | | | | |                                                                                              |                                                                                              |                                                                                             |                                                                                             |                                                                                     |                                                                                     |                                                                                           |                                                                                           |                                                                         |                                                                                           |                                                                                           |                                             |                                             |                                                                                         |                                                                                         |                                                                                       |                                                                       |                                                                       |                                                                       |                                                                       |                                                              |                      |                                                                         |                                                                                |                                                                                |                                                          |
|                                                                  | | |                                                                                               |                                                                                 |                                                                                 | | | | | | | | | |                                                                                              |                                                                                              |                                                                                             |                                                                                             |                                                                                     | Virginia *? †p.1593 Giovanni Ferriolo Costa, II conte di Trinità                    | Virginia *? †p.1593 Giovanni Ferriolo Costa, II conte di Trinità                          | Olimpia *? †? Carlo Scarampi Crivelli, conte di Canelli                                   | Olimpia *? †? Carlo Scarampi Crivelli, conte di Canelli                 | Amedeo, I marchese di Voghera *1579 †1643 *Anna La Creste 1.Giulia Belli 2.Maria Valperga | Amedeo, I marchese di Voghera *1579 †1643 *Anna La Creste 1.Giulia Belli 2.Maria Valperga |                                             | 1.Francesco *? †1576 senza eredi            | 1.Francesco *? †1576 senza eredi                                                        | 1.Angelica *? †1630 Luigi Costa, II conte di Arignano                                   | 1.Angelica *? †1630 Luigi Costa, II conte di Arignano                                 |                                                                       |                                                                       |                                                                       |                                                                       |                                                              |                      | Cassiano *1588 †1657 prelato                                            | Cassiano *1588 †1657 prelato                                                   | Carlo Antonio *1606 †1689 ?                                                    | Carlo Antonio *1606 †1689 ?                              |
|                                                                  | | |                                                                                               |                                                                                 |                                                                                 | | | | | | | | | |                                                                                              |                                                                                              |                                                                                             |                                                                                             |                                                                                     |                                                                                     |                                                                                           |                                                                                           |                                                                         |                                                                                           |                                                                                           |                                             |                                             |                                                                                         |                                                                                         |                                                                                       |                                                                       |                                                                       |                                                                       |                                                                       |                                                              |                      |                                                                         |                                                                                |                                                                                |                                                          |
|                                                                  | | |                                                                                               |                                                                                 |                                                                                 | | | | | | | | | |                                                                                              |                                                                                              |                                                                                             |                                                                                             |                                                                                     |                                                                                     |                                                                                           |                                                                                           |                                                                         |                                                                                           |                                                                                           |                                             |                                             |                                                                                         |                                                                                         |                                                                                       |                                                                       |                                                                       |                                                                       |                                                                       |                                                              |                      |                                                                         |                                                                                |                                                                                |                                                          |
|                                                                  | | |                                                                                               |                                                                                 |                                                                                 | | | | | | DAL POZZO DELLA CISTERNA 1.Francesco, I marchese di Cisterna d'Asti *1602 †1667 Diana di Saluzzo Miolans Spinola | DAL POZZO DELLA CISTERNA 1.Francesco, I marchese di Cisterna d'Asti *1602 †1667 Diana di Saluzzo Miolans Spinola | 1.Carlo Antonio *? †giovane                                                                                           | 1.Carlo Antonio *? †giovane                                                                                           | 1.Michelangelo *? †? cavaliere del Sovrano Militare Ordine di Malta                          | 1.Michelangelo *? †? cavaliere del Sovrano Militare Ordine di Malta                          | 1.Domenico *1619 †1625                                                                      | 1.Domenico *1619 †1625                                                                      | 1.Ludovico *1620 †1632                                                              | 1.Ludovico *1620 †1632                                                              | 1.Lucrezia *? †bambina                                                                    | 1.Lucrezia *? †bambina                                                                    | 1.Barbara *? †? monaca clarissa nel monastero di Santa Chiara di Chieri | 1.Barbara *? †? monaca clarissa nel monastero di Santa Chiara di Chieri                   | 1.Anna *? †bambina                                                                        | 1.Anna *? †bambina                          | 1.Margherita *? †bambina                    | 1.Margherita *? †bambina                                                                | 1.Virginia *? †? monaca benedettina cistercense nel monastero di Sant'Agata di Biella   | 1.Virginia *? †? monaca benedettina cistercense nel monastero di Sant'Agata di Biella | 1.Maria Margherita *? †1689 Bernardino Provana, III conte di Beinette | 1.Maria Margherita *? †1689 Bernardino Provana, III conte di Beinette | 1.Paola *? †? monaca clarissa nel monastero di Santa Chiara di Chieri | 1.Paola *? †? monaca clarissa nel monastero di Santa Chiara di Chieri | 1.Angela *? †bambina                                         | 1.Angela *? †bambina | 1.Olimpia *? †? monaca clarissa nel monastero di Santa Chiara di Chieri | 1.Olimpia *? †? monaca clarissa nel monastero di Santa Chiara di Chieri        | Gabriele *1642 †1740 ?                                                         | Gabriele *1642 †1740 ?                                   |
|                                                                  | | |                                                                                               |                                                                                 |                                                                                 | | | | | | | | | |                                                                                              |                                                                                              |                                                                                             |                                                                                             |                                                                                     |                                                                                     |                                                                                           |                                                                                           |                                                                         |                                                                                           |                                                                                           |                                             |                                             |                                                                                         |                                                                                         |                                                                                       |                                                                       |                                                                       |                                                                       |                                                                       |                                                              |                      |                                                                         |                                                                                |                                                                                |                                                          |
|                                                                  | | |                                                                                               |                                                                                 |                                                                                 | | | | | | | | | |                                                                                              |                                                                                              |                                                                                             |                                                                                             |                                                                                     |                                                                                     |                                                                                           |                                                                                           |                                                                         |                                                                                           |                                                                                           |                                             |                                             |                                                                                         |                                                                                         |                                                                                       |                                                                       |                                                                       |                                                                       |                                                                       |                                                              |                      |                                                                         |                                                                                |                                                                                |                                                          |
|                                                                  | | |                                                                                               |                                                                                 |                                                                                 | | | Anna Marta *? †1656 1.Carlo Alberto Bertodano dei Conti di Tollegno 2.Francesco Damiano, III conte di Verduno | Anna Marta *? †1656 1.Carlo Alberto Bertodano dei Conti di Tollegno 2.Francesco Damiano, III conte di Verduno | Lucrezia *? †? Francesco Doria, I marchese di Dolceacqua                                                | Lucrezia *? †? Francesco Doria, I marchese di Dolceacqua                                                         | Domenico *1642 †1644                                                                                             | Domenico *1642 †1644                                                                                                  | Giacomo Maurizio, II marchese e I principe di Cisterna d'Asti *1643 †1696 Anna Litta                                  | Giacomo Maurizio, II marchese e I principe di Cisterna d'Asti *1643 †1696 Anna Litta         |                                                                                              |                                                                                             |                                                                                             |                                                                                     |                                                                                     |                                                                                           |                                                                                           |                                                                         |                                                                                           |                                                                                           |                                             |                                             |                                                                                         |                                                                                         |                                                                                       |                                                                       |                                                                       |                                                                       |                                                                       |                                                              |                      |                                                                         |                                                                                | Maria Luisa *? †? Pietro Boccapaduli estinzione del ramo                       | Maria Luisa *? †? Pietro Boccapaduli estinzione del ramo |
|                                                                  | | |                                                                                               |                                                                                 |                                                                                 | | | | | | | | | |                                                                                              |                                                                                              |                                                                                             |                                                                                             |                                                                                     |                                                                                     |                                                                                           |                                                                                           |                                                                         |                                                                                           |                                                                                           |                                             |                                             |                                                                                         |                                                                                         |                                                                                       |                                                                       |                                                                       |                                                                       |                                                                       |                                                              |                      |                                                                         |                                                                                |                                                                                |                                                          |
|                                                                  | | |                                                                                               |                                                                                 |                                                                                 | | | | | | | | | |                                                                                              |                                                                                              |                                                                                             |                                                                                             |                                                                                     |                                                                                     |                                                                                           |                                                                                           |                                                                         |                                                                                           |                                                                                           |                                             |                                             |                                                                                         |                                                                                         |                                                                                       |                                                                       |                                                                       |                                                                       |                                                                       |                                                              |                      |                                                                         |                                                                                |                                                                                |                                                          |
|                                                                  | | |                                                                                               |                                                                                 |                                                                                 | | Amedeo Alfonso, II principe di Cisterna d'Asti *1662 †1698 Enrichetta Le Hardi de la Trousse                                                 | Amedeo Alfonso, II principe di Cisterna d'Asti *1662 †1698 Enrichetta Le Hardi de la Trousse                  | Diana Maria Delibera *1669 †1734 Carlo Emanuele Pallavicino dei marchesi delle Frabose                        | Diana Maria Delibera *1669 †1734 Carlo Emanuele Pallavicino dei marchesi delle Frabose                  | Carlo Ignazio Francesco *1678 †1687                                                                              | Carlo Ignazio Francesco *1678 †1687                                                                              | Lucrezia Antonia Rosa Margherita *1670 †1692 canonichessa regolare lateranense nel Monastero di Santa Croce di Torino | Lucrezia Antonia Rosa Margherita *1670 †1692 canonichessa regolare lateranense nel Monastero di Santa Croce di Torino | Teresa Margherita *1685 †1737 Ludovico Francesco Solaro, marchese di Chiusa Pesio            | Teresa Margherita *1685 †1737 Ludovico Francesco Solaro, marchese di Chiusa Pesio            | Carlo Antonio Ferdinando Ignazio *1675 †1712 cavaliere del Sovrano Militare Ordine di Malta | Carlo Antonio Ferdinando Ignazio *1675 †1712 cavaliere del Sovrano Militare Ordine di Malta | Giulia Teresa *1665 †? monaca visitandina nel Monastero della Visitazione di Torino | Giulia Teresa *1665 †? monaca visitandina nel Monastero della Visitazione di Torino | Maria Margherita *1675 †1712 monaca visitandina nel Monastero della Visitazione di Torino | Maria Margherita *1675 †1712 monaca visitandina nel Monastero della Visitazione di Torino |                                                                         |                                                                                           |                                                                                           |                                             |                                             |                                                                                         |                                                                                         |                                                                                       |                                                                       |                                                                       |                                                                       |                                                                       |                                                              |                      |                                                                         |                                                                                |                                                                                |                                                          |
|                                                                  | | |                                                                                               |                                                                                 |                                                                                 | | | | | | | | | |                                                                                              |                                                                                              |                                                                                             |                                                                                             |                                                                                     |                                                                                     |                                                                                           |                                                                                           |                                                                         |                                                                                           |                                                                                           |                                             |                                             |                                                                                         |                                                                                         |                                                                                       |                                                                       |                                                                       |                                                                       |                                                                       |                                                              |                      |                                                                         |                                                                                |                                                                                |                                                          |
|                                                                  | | |                                                                                               |                                                                                 |                                                                                 | | | | | | | | | |                                                                                              |                                                                                              |                                                                                             |                                                                                             |                                                                                     |                                                                                     |                                                                                           |                                                                                           |                                                                         |                                                                                           |                                                                                           |                                             |                                             |                                                                                         |                                                                                         |                                                                                       |                                                                       |                                                                       |                                                                       |                                                                       |                                                              |                      |                                                                         |                                                                                |                                                                                |                                                          |
| Francesco Filippo *1684 †1688                                    | Francesco Filippo *1684 †1688 | Maria Teresa Angelica *1688 †1772 | Maria Teresa Angelica *1688 †1772                                                             | Maria Ludovica *1695 †?                                                         | Maria Ludovica *1695 †?                                                         | Marianna *1690 †giovane | Marianna *1690 †giovane | Ferdinando Giacomo *1697 †1750 Maria Anna Agostina de La Vieuville senza eredi                                | Ferdinando Giacomo *1697 †1750 Maria Anna Agostina de La Vieuville senza eredi                                | Enrichetta Margherita Carlotta *1692 †1762 Vittorio Amedeo de Seyssel, marchese di Aix                  | Enrichetta Margherita Carlotta *1692 †1762 Vittorio Amedeo de Seyssel, marchese di Aix                           | Alfonso Enrico, III principe di Cisterna d'Asti *1687 †1761 Barbara Roero di Cortanze                            | Alfonso Enrico, III principe di Cisterna d'Asti *1687 †1761 Barbara Roero di Cortanze                                 | Filippo *1694 †1700                                                                                                   | Filippo *1694 †1700                                                                          |                                                                                              |                                                                                             |                                                                                             |                                                                                     |                                                                                     |                                                                                           |                                                                                           |                                                                         |                                                                                           |                                                                                           |                                             |                                             |                                                                                         |                                                                                         |                                                                                       |                                                                       |                                                                       |                                                                       |                                                                       |                                                              |                      |                                                                         |                                                                                |                                                                                |                                                          |
|                                                                  | | |                                                                                               |                                                                                 |                                                                                 | | | | | | | | | |                                                                                              |                                                                                              |                                                                                             |                                                                                             |                                                                                     |                                                                                     |                                                                                           |                                                                                           |                                                                         |                                                                                           |                                                                                           |                                             |                                             |                                                                                         |                                                                                         |                                                                                       |                                                                       |                                                                       |                                                                       |                                                                       |                                                              |                      |                                                                         |                                                                                |                                                                                |                                                          |
|                                                                  | | |                                                                                               |                                                                                 |                                                                                 | | | | | | | | | |                                                                                              |                                                                                              |                                                                                             |                                                                                             |                                                                                     |                                                                                     |                                                                                           |                                                                                           |                                                                         |                                                                                           |                                                                                           |                                             |                                             |                                                                                         |                                                                                         |                                                                                       |                                                                       |                                                                       |                                                                       |                                                                       |                                                              |                      |                                                                         |                                                                                |                                                                                |                                                          |
|                                                                  | | |                                                                                               |                                                                                 | Giuseppe Amedeo *1710 †1754 Anna Enrichetta Caresana di Carisio                 | Giuseppe Amedeo *1710 †1754 Anna Enrichetta Caresana di Carisio                                                                              | Felice Giuseppe Augusto *1714 †1781 colonnello senza eredi                                                                                   | Felice Giuseppe Augusto *1714 †1781 colonnello senza eredi                                                    | Maria Teresa *1715 †1719                                                                                      | Maria Teresa *1715 †1719                                                                                | Maria Maddalena *1717 †1719                                                                                      | Maria Maddalena *1717 †1719                                                                                      | Anna Ludovica *1723 †1793 Carlo Maillard di Tournon, marchese di San Damiano e Pagliero                               | Anna Ludovica *1723 †1793 Carlo Maillard di Tournon, marchese di San Damiano e Pagliero                               | Gabriella Maria Teresa *1724 †1781 Vittorio Amedeo Ghilini, marchese di Gamalero e Maranzana | Gabriella Maria Teresa *1724 †1781 Vittorio Amedeo Ghilini, marchese di Gamalero e Maranzana | Giuseppe Carlo Francesco *1725 †1729                                                        | Giuseppe Carlo Francesco *1725 †1729                                                        | Maria Anna Vittoria *1727 †1788 Ignazio Solaro, marchese di Battifollo              | Maria Anna Vittoria *1727 †1788 Ignazio Solaro, marchese di Battifollo              |                                                                                           |                                                                                           |                                                                         |                                                                                           |                                                                                           |                                             |                                             |                                                                                         |                                                                                         |                                                                                       |                                                                       |                                                                       |                                                                       |                                                                       |                                                              |                      |                                                                         |                                                                                |                                                                                |                                                          |
|                                                                  | | |                                                                                               |                                                                                 |                                                                                 | | | | | | | | | |                                                                                              |                                                                                              |                                                                                             |                                                                                             |                                                                                     |                                                                                     |                                                                                           |                                                                                           |                                                                         |                                                                                           |                                                                                           |                                             |                                             |                                                                                         |                                                                                         |                                                                                       |                                                                       |                                                                       |                                                                       |                                                                       |                                                              |                      |                                                                         |                                                                                |                                                                                |                                                          |
|                                                                  | | |                                                                                               |                                                                                 |                                                                                 | | | | | | | | | |                                                                                              |                                                                                              |                                                                                             |                                                                                             |                                                                                     |                                                                                     |                                                                                           |                                                                                           |                                                                         |                                                                                           |                                                                                           |                                             |                                             |                                                                                         |                                                                                         |                                                                                       |                                                                       |                                                                       |                                                                       |                                                                       |                                                              |                      |                                                                         |                                                                                |                                                                                |                                                          |
| Maria Luisa Enrichetta *1743 †1803 Pietro Vacca, conte di Piozzo | Maria Luisa Enrichetta *1743 †1803 Pietro Vacca, conte di Piozzo                                                                                      | Maria Teresa *1745 †1810 Girolamo Costa, conte di Trinità                                                                                             | Maria Teresa *1745 †1810 Girolamo Costa, conte di Trinità                                     | Orsola Gabriella *1747 †1806 Filippo Valentino Asinari, marchese di San Marzano | Orsola Gabriella *1747 †1806 Filippo Valentino Asinari, marchese di San Marzano | Giuseppe Alfonso, IV principe di Cisterna d'Asti *1748 †1819 1.Beatrice Barbiano di Belgioioso 2.Anna Teresa Teodora Balbo Bertone di Sambuy | Giuseppe Alfonso, IV principe di Cisterna d'Asti *1748 †1819 1.Beatrice Barbiano di Belgioioso 2.Anna Teresa Teodora Balbo Bertone di Sambuy | Maria Felicita *1749 †1753                                                                                    | Maria Felicita *1749 †1753                                                                                    | Maria Anna *1752 †1809 Lodovico Arborio di Gattinara, marchese di Breme                                 | Maria Anna *1752 †1809 Lodovico Arborio di Gattinara, marchese di Breme                                          | | | |                                                                                              |                                                                                              |                                                                                             |                                                                                             |                                                                                     |                                                                                     |                                                                                           |                                                                                           |                                                                         |                                                                                           |                                                                                           |                                             |                                             |                                                                                         |                                                                                         |                                                                                       |                                                                       |                                                                       |                                                                       |                                                                       |                                                              |                      |                                                                         |                                                                                |                                                                                |                                                          |
|                                                                  | | |                                                                                               |                                                                                 |                                                                                 | | | | | | | | | |                                                                                              |                                                                                              |                                                                                             |                                                                                             |                                                                                     |                                                                                     |                                                                                           |                                                                                           |                                                                         |                                                                                           |                                                                                           |                                             |                                             |                                                                                         |                                                                                         |                                                                                       |                                                                       |                                                                       |                                                                       |                                                                       |                                                              |                      |                                                                         |                                                                                |                                                                                |                                                          |
|                                                                  | | |                                                                                               |                                                                                 |                                                                                 | | | | | | | | | |                                                                                              |                                                                                              |                                                                                             |                                                                                             |                                                                                     |                                                                                     |                                                                                           |                                                                                           |                                                                         |                                                                                           |                                                                                           |                                             |                                             |                                                                                         |                                                                                         |                                                                                       |                                                                       |                                                                       |                                                                       |                                                                       |                                                              |                      |                                                                         |                                                                                |                                                                                |                                                          |
|                                                                  | | Carlo Emanuele, V principe di Cisterna d'Asti *1789 †1864 Louise Caroline de Mérode-Westerloo                                                         | Carlo Emanuele, V principe di Cisterna d'Asti *1789 †1864 Louise Caroline de Mérode-Westerloo | Maria Enrichetta Carola Lucia *1791 †1814 Luigi Andrea Doria, marchese del Maro | Maria Enrichetta Carola Lucia *1791 †1814 Luigi Andrea Doria, marchese del Maro | Barbara Alberica *1793 †1828 | Barbara Alberica *1793 †1828 | Delfina Gabriella Sabatina Daria *1795 †1825 Vittorio Balbiano, conte di Viale                                | Delfina Gabriella Sabatina Daria *1795 †1825 Vittorio Balbiano, conte di Viale                                | Maria Teresa Luisa Caterina *1806 †1867 Ferdinando Arborio di Gattinara, conte di Sartinara e Biandrate | Maria Teresa Luisa Caterina *1806 †1867 Ferdinando Arborio di Gattinara, conte di Sartinara e Biandrate          | | | |                                                                                              |                                                                                              |                                                                                             |                                                                                             |                                                                                     |                                                                                     |                                                                                           |                                                                                           |                                                                         |                                                                                           |                                                                                           |                                             |                                             |                                                                                         |                                                                                         |                                                                                       |                                                                       |                                                                       |                                                                       |                                                                       |                                                              |                      |                                                                         |                                                                                |                                                                                |                                                          |
|                                                                  | | |                                                                                               |                                                                                 |                                                                                 | | | | | | | | | |                                                                                              |                                                                                              |                                                                                             |                                                                                             |                                                                                     |                                                                                     |                                                                                           |                                                                                           |                                                                         |                                                                                           |                                                                                           |                                             |                                             |                                                                                         |                                                                                         |                                                                                       |                                                                       |                                                                       |                                                                       |                                                                       |                                                              |                      |                                                                         |                                                                                |                                                                                |                                                          |
|                                                                  | | |                                                                                               |                                                                                 |                                                                                 | | | | | | | | | |                                                                                              |                                                                                              |                                                                                             |                                                                                             |                                                                                     |                                                                                     |                                                                                           |                                                                                           |                                                                         |                                                                                           |                                                                                           |                                             |                                             |                                                                                         |                                                                                         |                                                                                       |                                                                       |                                                                       |                                                                       |                                                                       |                                                              |                      |                                                                         |                                                                                |                                                                                |                                                          |
|                                                                  | Maria Vittoria, VI principessa di Cisterna d'Asti, regina consorte di Spagna *1847 †1876 Amedeo di Savoia-Aosta, re di Spagna estinzione della casata | Maria Vittoria, VI principessa di Cisterna d'Asti, regina consorte di Spagna *1847 †1876 Amedeo di Savoia-Aosta, re di Spagna estinzione della casata | Giuseppa Antonia *1851 †1864                                                                  | Giuseppa Antonia *1851 †1864                                                    |                                                                                 | | | | | | | | | |                                                                                              |                                                                                              |                                                                                             |                                                                                             |                                                                                     |                                                                                     |                                                                                           |                                                                                           |                                                                         |                                                                                           |                                                                                           |                                             |                                             |                                                                                         |                                                                                         |                                                                                       |                                                                       |                                                                       |                                                                       |                                                                       |                                                              |                      |                                                                         |                                                                                |                                                                                |                                                          |

## Principi di Cisterna d'Asti (1670)
- Giacomo Maurizio (1643-1696), I principe di Cisterna d'Asti
- Amedeo Alfonso (1662-1698), II principe di Cisterna d'Asti
- Alfonso Enrico (1687-1761), III principe di Cisterna d'Asti
- Giuseppe Alfonso (1748-1819), IV principe di Cisterna d'Asti
- Carlo Emanuele (1789-1864), V principe di Cisterna d'Asti
- Maria Vittoria (1847-1876), VI principessa di Cisterna d'Asti

estinzione in linea maschile della famiglia